# سيف مرزوق الشملان
 سيف مرزوق الشملان، (1926 - 2021) مؤرخ ومقدم برامج تاريخية كويتي.

## عن حياته
ولد سيف بن مرزوق بن شملان بن علي آل سيف الرومي في حي شرق من مدينة الكويت عام (1927)، وتلقى تعليمه في مدارس الكويت حتى المرحلة الثانوية عام 1952 ، وبعدها عمل في بداية حياته العملية موظفاً في وزارة الصحة ثم أصبح عضواً في رابطة الأدباء، ومن خلاله نشر الكثير من المقالات والأبحاث في الصحف والمجلات الثقافية والأدبية الكويتية، ومن أهمها سلسلة في مجلة «البعثة» الكويتية عن تاريخ إمارة قطر في عام 1952 حتى عام 1954 ، كما قام بتقديم برنامجه التلفزيوني الشهير بعنوان: صفحات من تاريخ الكويت، وحقق ما يقرب من 21 مخطوطة وأنشأ متحفاً خاصاً في بيته في منطقة الدعية عن تاريخ الكويت القديم.

## إصداراته
- الألعاب الشعبية الكويتية الجزء الأول 1968.
- من تاريخ الكويت 1959.
- تاريخ الغوص على اللؤلؤ في الكويت والخليج العربي.

## وفاته
توفي في يوم 8 ربيع الأول سنة 1443هـ الموافق 14 أكتوبر 2021م، عن عمر ناهز الخامسة والتسعين ودفن في مقبرة الصليبيخات.